# Estômago
O estômago é um órgão presente no tubo digestivo, situado logo abaixo do diafragma, acima do pâncreas, mais precisamente entre o esôfago e o duodeno. Nele, os alimentos são pré-digeridos e esterilizados, a fim de seguirem para o intestino, onde são absorvidos.

## Funções
O estômago, nos humanos,  é um órgão digestivo em forma de bolsa, situado entre o esôfago e o duodeno. Encontra-se situado por debaixo do diafragma, no lado esquerdo do abdómen. Apresenta duas comunicações: uma superior chamada cárdia, que o comunica ao esôfago e outra inferior, chamada piloro, que o comunica ao intestino delgado.
O estômago tem duas classificações, uma cirúrgica e uma anatômica, em sua classificação cirúrgica ele é subdividido em cárdia, fundo, corpo, antro, piloro, curvatura menor, curvatura maior, face anterior e face posterior. O estômago em sua classificação anatômica é dividido em uma porção vertical chamada trituradora, e uma porção horizontal chamada evacuadora.
É no interior do estômago que se encontram as glândulas gástricas que produzem o suco gástrico (as células da parede do estômago estão protegidas contra a acidez do suco gástrico, pois produzem e liberam um muco, material que forma uma espessa camada protetora). No estômago, o suco gástrico é envolvido nos alimentos em digestão, através dos movimentos peristálticos, e o bolo alimentar é transformado em quimo. Inicia-se aí a digestão das proteínas, pois esse suco contém muitas enzimas, dentre essas está a pepsina, que é responsável pela digestão das proteínas.
O adjetivo gástrico refere-se ao estômago. Assim, a retirada cirúrgica do estômago ou parte dele chama-se gastrectomia. A colocação de tubos no estômago através do abdômen chama-se gastrostomia. A modificação do estômago chama-se gastroplastia.

## Anatomia do estômago humano
O estômago repousa entre o esôfago e o duodeno (a primeira porção do intestino delgado). Ele está no lado esquerdo da cavidade abdominal. O topo do estômago (chamado de fundo) repousa contra o diafragma. Abaixo do estômago se encontra o pâncreas e o omento maior, que se pendura na "curvatura maior".
Duas válvulas de músculo liso, ou esfíncteres, mantêm os conteúdos do estômago em seu interior. Elas são chamadas de  esfíncter esofágico ou cardíaco dividindo-o acima, e o esfíncter pilórico separando o estômago do intestino delgado.
Em humanos, o estômago tem um volume de cerca de 50 mL quando vazio. Depois de uma refeição, ele geralmente se expande para suportar cerca de 1 litro de comida, mas ele pode expandir até 4 L de fato.

### Porções
O estômago é dividido em quatro porções, cada uma com diferentes células e funções. Suas porções são:
| Cárdia          | transição entre o esôfago e o estômago.                                                                      |
| Fundo           | formado pela curvatura superior do órgão.                                                                    |
| Corpo           | região situada entre o antro pilórico e o fundo.                                                             |
| Piloro ou antro | a porção inferior do órgão que facilita o transporte dos alimentos digerido em direção ao intestino delgado. |

### Vasos

Suprimento sanguíneo do estômago (em inglês): artéria gástrica esquerda e direita, artéria gastro-omental esquerda e artéria gastro-omental direita e artérias gástricas curtas.

- Artérias: As artérias que vascularizam o estômago são ramos do tronco celíaco: artéria gástrica esquerda e artéria gástrica direita (que vascularizam a curvatura menor), artéria gastro-omental esquerda e artéria gastro-omental direita (que vascularizam a curvatura maior) e as artérias gástricas curtas (que vascularizam o fundo do estômago).

A artéria gástrica esquerda se anastomosa com a artéria gástrica direita formando assim o Arco Arterial da Curvatura Menor do Estômago. A artéria gastroepiplóica esquerda, assim como na curvatura menor, se anastomosa com a Artéria Gastroepiplóica Direita formando o Arco Arterial da Curvatura Maior do Estômago.
Elas vascularizam a camada muscular, se ramificam na camada submucosa e são finalmente distribuídas para a membrana mucosa.
- Veias: As veias que drenam o estômago são paralelas as artérias, sendo que as veias gástricas esquerda e direita irão drenar diretamente para a veia porta hepática, enquanto as veias gastro-omental esquerda e direita junto às veias gástricas curtas drenam inicialmente para as veias esplênicas, que, ao unir a veia mesentérica superior, desembocará na veia porta do fígado.[4]

## Doenças
- Dispepsia (perturbação da digestão)
- DRGE ou Doença de refluxo gastroesofágico
- Gastralgia (dores de estômago)
- Câncer de estômago, incluindo
- Gastroparesia (atraso no esvaziamento do estômago sem obstrução mecânica)
- Hipercloridria (conhecida vulgarmente por "acidez estomacal" - é provocada por secreção excessiva de ácido clorídrico gástrico)
- Hipocloridria (baixa secreção de ácido clorídrico gástrico)
- Acloridria (não existência de ácido clorídrico gástrico)
- Linite plástica ou Doença de Brinton (forma de cancro que se difunde por todo o estômago)
- Pirose (conhecida vulgarmente por "azia")
- Síndrome de Zollinger-Ellison (secreção excessiva de ácido clorídrico gástrico devido a um tumor do pâncreas)
- Úlcera péptica

É vulgar supor que os ácidos presentes no estômago o manteriam imune a agentes infecciosos, porém, muitos estudos apontam para que a Helicobacter pylori seja o agente responsável pela maioria dos casos de gastrite crónica, úlceras gástricas e cancro do estômago (nos casos de adenocarcinoma e linfoma MALT - tipo específico de linfoma da mucosa do estômago). Recentemente, descobriu-se outra Helycobacter presente em vários casos de gastrite. Pesquisas científicas já se encontraram a estudar uma vacina - tão ansiada pela comunidade médica - para debilitar este tipo de bactéria.

## Estômago em Ruminantes
A característica principal dos ruminantes é o consumo de fibras (celulose e hemicelulose) obtidas das gramíneas (poáceas) e das leguminosas, e como não possuem um sistema enzimático dotado de celulase, estes necessitam de um conjunto de micro-organismos que façam a digestão da celulose. Estes organismos são bactérias e protozoários celulíticos, que fermentam as fibras e produzem ácidos orgânicos (acetato,butirato e propionato) que são assimilados, assim como, estes organismos são fonte de proteína e de vitaminas para os ruminantes.
O estômago dos ruminantes é composto por: 
- Rúmen;
- Retículo;
- Omaso;
- Abomaso.